# Барсада
Барсада (Барсабас) — фракийский правитель середины II века до н. э., упоминаемый в связи с событиями Четвёртой Македонской войны
Фракийский правитель Барсада упоминается только Диодором Сицилийским. Жители этой страны поддержали Андриска, выдавшего себя за сына македонского царя Персея Филиппа, во время выступления македонян против Римской республики в 149—148 годах до н. э. Женатый на сестре Персея Терес возложил на голову самозванца диадему. Другие властители Фракии, разорвав отношения с римлянами, также скоро оказали содействие повстанцам. По свидетельству Диодора, Андриск, прибыв ко двору Барсады, сумел уговорить того принять участие в походе, ибо «утверждал на основании права наследования, что законно притязает на македонский престол».
Как отметили современные исследователи, из многих фракийцев, поддержавших Андриска, именно Барсада назван в античной историографии по имени. Однако не указана его племенная принадлежность. Одни исследователи полагают, что Барсада был регулом. Другие считают, что он был соправителем Тереса, добросовестно исполнявшим поручения последнего.